# Manolis Stefanoudakis
Manolis Stefanoudakis (en griego: Μανώλης Στεφανουδάκης; Heraclión, 5 de abril de 1983) es un deportista griego que compite en atletismo adaptado. Ganó tres medallas en los Juegos Paralímpicos de Verano entre los años 2012 y oro en 2024.

## Palmarés internacional
| Juegos Paralímpicos | Juegos Paralímpicos     | Juegos Paralímpicos | Juegos Paralímpicos |
| Año                 | Lugar                   | Medalla             | Prueba              |
| ------------------- | ----------------------- | ------------------- | ------------------- |
| 2012                | Londres (Reino Unido)   | Medalla de bronce   | Jabalina F54-56     |
| 2016                | Río de Janeiro (Brasil) | Medalla de oro      | Jabalina F54        |
| 2024                | París (Francia)         | Medalla de bronce   | Jabalina F54        |